# Eudioctria unica
Eudioctria unica är en tvåvingeart som beskrevs av Adisoemarto och Wood 1975. Eudioctria unica ingår i släktet Eudioctria och familjen rovflugor.
Artens utbredningsområde är Kalifornien. Inga underarter finns listade i Catalogue of Life.